# PRPF19
PRPF19‏ (Pre-mRNA processing factor 19) هوَ بروتين يُشَفر بواسطة جين PRPF19 في الإنسان.